# باشگاه ورزشی ذات راس
ذات راس یک باشگاه فوتبال است که در کرک واقع شده و در لیگ اردن بازی می‌کند.